# Колониальный менталитет
Колониальный менталитет — интернализованная установка на этническую или культурную неполноценность, которую люди ощущают в результате их колонизации другой группой.
Это соответствует убеждению, что культурные ценности колонизатора по своей природе превосходят его собственные. Термин использовался учеными-постколониалистами для обсуждения трансгенерационных эффектов колониализма, присутствующих в бывших колониях после деколонизации. В психологии колониальный менталитет использовался для объяснения случаев коллективной депрессии, тревоги и других широко распространенных проблем психического здоровья в группах населения, переживших колонизацию.

## США
В США колониальный менталитет в прошлом наиболее ярко выражался в отношении белых англосаксонских протестантов к чёрному и индейскому населению. Показательным был так называемый «Надир расовых отношений в США» в 1890—1940 годах. Некоторые его проявления, в качестве анахронизма, сохраняются до сих пор, несмотря на отмену рабства в 1865 году и целый ряд законодательных и судебных мер (расовые квоты, аффирмативное действие), направленных на борьбу с последствиями дискриминации небелого населения. К всё ещё сохраняющимся проявлениям остатков колониального менталитета на бытовом уровне относятся: добровольная сегрегация жилья в некоторых городах США, определённый дисбаланс в образовательной сфере, все ещё сохраняющееся среди людей с расистскими взглядами правило одной капли крови, а также существование особого диалекта, распространённого среди афроамериканцев — эбоникс (афроамериканский английский).

## Страны Латинской Америки
Если в США, как до, так и после войны за независимость, белые американцы всегда составляли свыше 80 % населения, то ситуация в Латинской Америке была совершенно иной. До начала XX века белые латиноамериканцы европейского происхождения составляли не более четверти населения любой латиноамериканской страны. Кроме того, большая их часть смешалась с чёрным и индейским населением, образовав многочисленные смешанные и переходные расы. Чёрное и коренное индейское население освоило испанский или португальский язык, смешавшись как с белыми колонистами, так и между собой. Процесс интенсивной метисации позволил Бразилии, Мексике и другим латиноамериканским странам избежать сегрегации и поляризации общества по расовому признаку, как в США, где цветное население продолжало оставаться угнетённым меньшинством. Более того, многие чёрные и цветные рабы в Латинской Америке получали вольные грамоты от своих хозяев, часто вступая с ними и в интимные отношения. Но эти процессы не смогли до конца вытеснить так называемую расовую иерархию в сознании большинства бразильцев. Белый цвет и европеоидные черты по-прежнему ассоциируются с высоким социальным статусом, а негроидные и индейские признаки — с бедностью и низким социальным статусом. Тем не менее, границы между разными группами прозрачны и переход из одной группы в другую, по крайней мере теоретически, возможен. Данная ситуация часто обыгрывается в разного рода телесериалах и теленовеллах латиноамериканского производства («Рабыня Изаура» и др.).